# 遠藤一
遠藤一（えんどう　はじめ、1958年5月25日-2022年1月2日）は、浄土真宗の僧、仏教学者。
山梨県甲府市生まれ。本名は松尾一。遠藤は旧姓。龍谷大学文学部史学科仏教史学専攻卒業、1989年同大学院文学研究科博士後期課程国史学専攻満期退学。1991年久留米工業高等専門学校一般科目文科系講師。同助教授。2007年准教授、2012年退職。浄土真宗本願寺派長徳寺（福岡市中央区）住職。

## 著書
- 『戦国期真宗の歴史像』永田文昌堂 1991
- 『仏教とジェンダー 真宗の成立と「坊守」の役割』真宗大谷派山陽教区坊守会監修 明石書店 2000
- 『中世日本の仏教とジェンダー 真宗教団・肉食夫帯の坊守史論』明石書店 2007

共編
- 『九州真宗の源流と水脈』中川正法,緒方知美共編 法藏館 筑紫女学園大学・短期大学部人間文化研究所叢書 2014

## 注
1. ↑  『現代日本人名録』2002年
2. ↑  遠藤一のブログ